# Oplurus
Oplurus Cuvier, 1829 è un genere di sauri endemici del Madagascar e delle isole Comore.

## Tassonomia
Il genere comprende 6 specie:
- Oplurus cuvieri Gray, 1831
- Oplurus cyclurus (Merrem, 1820)
- Oplurus fierinensis Grandidier, 1869
- Oplurus grandidieri (Mocquard, 1900)
- Oplurus quadrimaculatus Duméril & Bibron, 1851
- Oplurus saxicola Grandidier, 1869